# Nereis nancaurica
Nereis nancaurica är en ringmaskart som beskrevs av Ehlers 1904. Nereis nancaurica ingår i släktet Nereis och familjen Nereididae. Inga underarter finns listade i Catalogue of Life.